# Ancistroxenus
Ancistroxenus är ett släkte av mångfotingar. Ancistroxenus ingår i familjen Lophoproctidae.
Kladogram enligt Catalogue of Life:
| Ancistroxenus | \| \| Ancistroxenus comans \| \| \| \| \| \| Ancistroxenus obscurisetus \| \| \| \| |
|               | \| \| Ancistroxenus comans \| \| \| \| \| \| Ancistroxenus obscurisetus \| \| \| \| |
|               | Alloproctoides                                                                      |
|               |                                                                                     |
|               | Lophoproctinus                                                                      |
|               |                                                                                     |
|               | Lophoproctus                                                                        |
|               |                                                                                     |
|               | Lophoturus                                                                          |
|               |                                                                                     |
|               | Ancistroxenus comans                                                                |
|               |                                                                                     |
|               | Ancistroxenus obscurisetus                                                          |
|               |                                                                                     |

|  | Ancistroxenus comans       |
|  |                            |
|  | Ancistroxenus obscurisetus |
|  |                            |